# Mariusz Jędra
Mariusz Jędra (Breslavia, 16 de agosto de 1973) es un deportista polaco que compitió en halterofilia. Ganó una medalla de plata en el Campeonato Mundial de Halterofilia de 1997 y una medalla de plata en el Campeonato Europeo de Halterofilia de 1999.

## Palmarés internacional
| Campeonato Mundial | Campeonato Mundial     | Campeonato Mundial | Campeonato Mundial |
| Año                | Lugar                  | Medalla            | Categoría          |
| ------------------ | ---------------------- | ------------------ | ------------------ |
| 1997               | Chiang Mai (Tailandia) | Medalla de plata   | 108 kg             |
| Campeonato Europeo |                        |                    |                    |
| Año                | Lugar                  | Medalla            | Categoría          |
| 1999               | La Coruña (España)     | Medalla de plata   | 105 kg             |